# 多布里夫卡
46°42′14″N 35°32′58″E / 46.70389°N 35.54944°E
多布里夫卡（烏克蘭語：Добрівка）是位於烏克蘭東南部的村莊，由扎波羅熱州梅利托波爾區的普里亞速斯凱市鎮負責管轄。該村分別距離新波克羅夫卡2公里和季夫寧西克3.5公里，始建於1922年，面積0.81平方公里，海拔高度20米，2001年人口449。